# Béhuard
Béhuard est une commune insulaire française située dans le département de Maine-et-Loire, en région Pays de la Loire.
Depuis 2000, Béhuard est situé dans le périmètre du Val de Loire classé au patrimoine mondial de l'UNESCO. Le village a obtenu le label petite cité de caractère.

## Géographie

### Localisation
La commune de Béhuard est entièrement située sur une île de la Loire à 16 km au sud-ouest d’Angers et 86 km kilomètres à l'est de Nantes, entre les coteaux de Savennières et de Rochefort-sur-Loire. Respectivement sur la Loire et la Seine, Béhuard et L’Île-Saint-Denis sont les deux seules communes françaises qui coïncident parfaitement avec des îles fluviales.

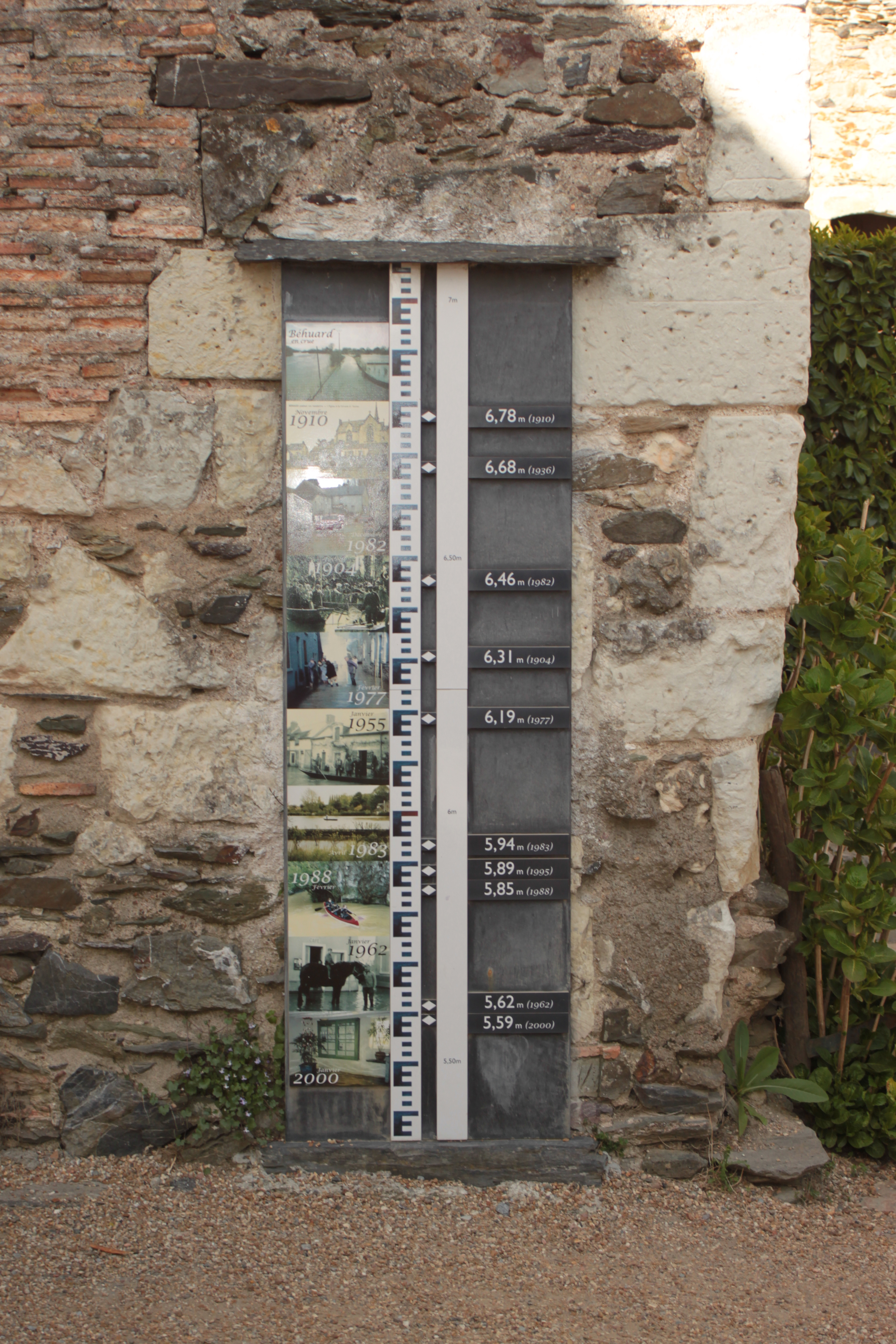
L'échelle de crues.

Du fait de sa position géographique, Béhuard subit souvent les crues de la Loire. Une échelle de crues placée au centre du village atteste les niveaux des crues subis au XXe siècle, en 1904, 1910, 1936, 1962, 1977, 1982, 1983, 1988, 1995 et 2000.
Béhuard est traversée par la route départementale 106.

### Topographie
Seule île alluviale sur la Loire en Anjou, Béhuard vit en hauteur. Et pour cause, sur cette terre pointue de trois kilomètres de long, les crues sont spectaculaires : 7 mètres en 1910, 5,60 mètres en 2000. La dernière inondation date de 2006. Par conséquent, les maisons médiévales ont été surélevées. L'église, elle, a été érigée sur un rocher au XVe siècle. Construite par Louis XI, après qu'il a échappé à la noyade dans les eaux de la Charente, elle demeure un lieu de pèlerinage à la Vierge.

### Communes limitrophes
Les communes limitrophes sont  Denée, La Possonnière, Rochefort-sur-Loire et Savennières.

### Climat
Pour des articles plus généraux, voir Climat des Pays de la Loire et Climat de Maine-et-Loire.
En 2010, le climat de la commune est de type climat océanique altéré, selon une étude du CNRS s'appuyant sur une série de données couvrant la période 1971-2000. En 2020, Météo-France publie une typologie des climats de la France métropolitaine dans laquelle la commune est exposée à un climat océanique et est dans la région climatique Moyenne vallée de la Loire, caractérisée par une bonne insolation (1 850 h/an) et un été peu pluvieux.
Pour la période 1971-2000, la température annuelle moyenne est de 12,1 °C, avec une amplitude thermique annuelle de 14 °C. Le cumul annuel moyen de précipitations est de 611 mm, avec 11,1 jours de précipitations en janvier et 5,8 jours en juillet. Pour la période 1991-2020, la température moyenne annuelle observée sur la station météorologique de Météo-France la plus proche, sur la commune de Beaucouzé à 11 km à vol d'oiseau, est de 12,6 °C et le cumul annuel moyen de précipitations est de 709,3 mm,. Pour l'avenir, les paramètres climatiques de la commune estimés pour 2050 selon différents scénarios d'émission de gaz à effet de serre sont consultables sur un site dédié publié par Météo-France en novembre 2022.

## Urbanisme

### Typologie
Au 1er janvier 2024, Béhuard est catégorisée commune rurale à habitat dispersé, selon la nouvelle grille communale de densité à sept niveaux définie par l'Insee en 2022.
Elle est située hors unité urbaine. Par ailleurs la commune fait partie de l'aire d'attraction d'Angers, dont elle est une commune de la couronne,. Cette aire, qui regroupe 81 communes, est catégorisée dans les aires de 200 000 à moins de 700 000 habitants,.

### Occupation des sols
L'occupation des sols de la commune, telle qu'elle ressort de la base de données européenne d’occupation biophysique des sols Corine Land Cover (CLC), est marquée par l'importance des territoires agricoles (53 % en 2018), une proportion identique à celle de 1990 (53 %). La répartition détaillée en 2018 est la suivante : 
eaux continentales (36,5 %), prairies (27,5 %), zones agricoles hétérogènes (25,5 %), espaces ouverts, sans ou avec peu de végétation (10,5 %). L'évolution de l’occupation des sols de la commune et de ses infrastructures peut être observée sur les différentes représentations cartographiques du territoire : la carte de Cassini (XVIIIe siècle), la carte d'état-major (1820-1866) et les cartes ou photos aériennes de l'IGN pour la période actuelle (1950 à aujourd'hui).

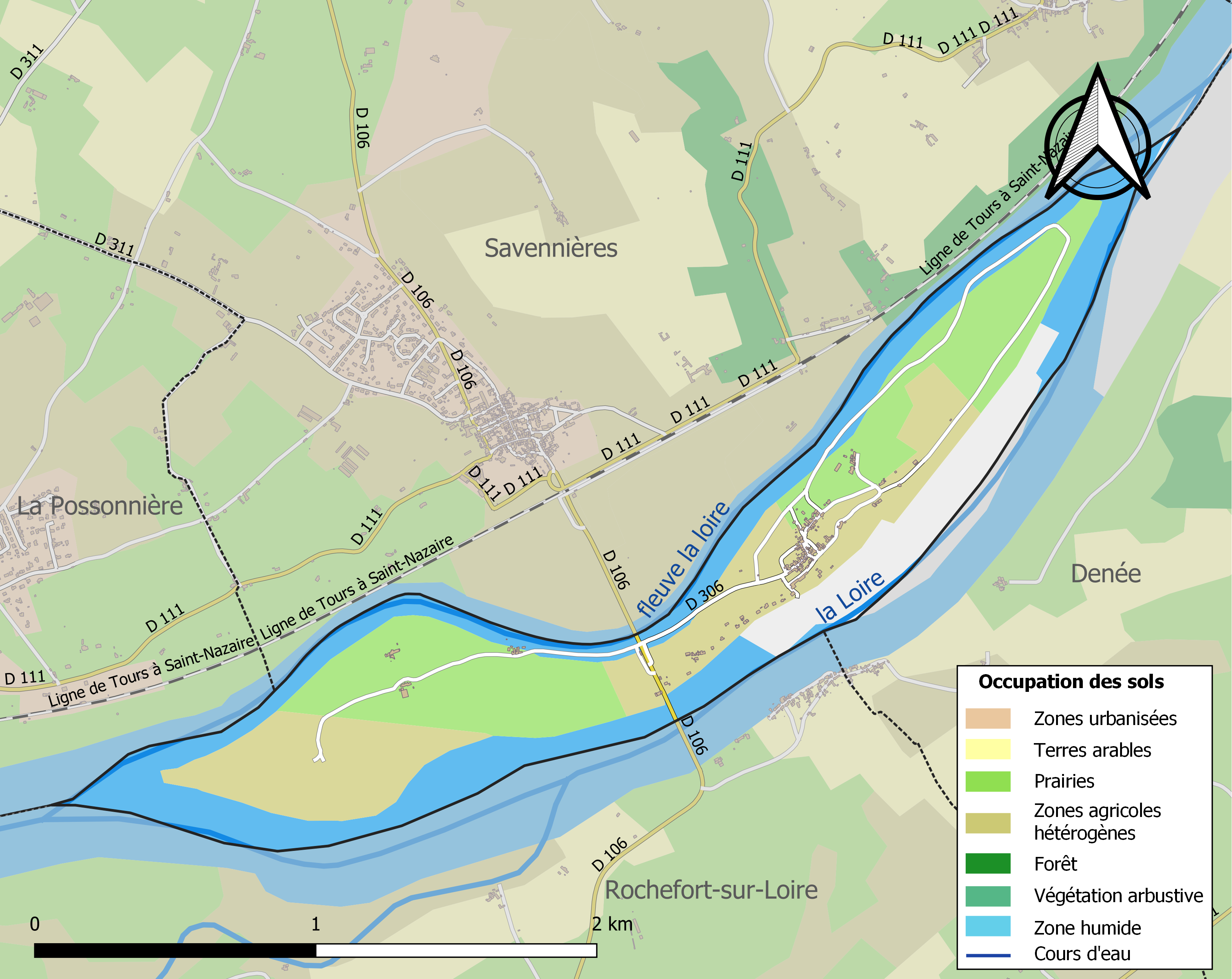
Carte des infrastructures et de l'occupation des sols de la commune en 2018 (CLC).

## Toponymie et héraldique

### Toponymie
Buhard, du nom du chevalier qui donna son nom à l'île.
Les habitants sont appelés les Béhuardais.

### Héraldique
|  | Les armes de la commune se blasonnent ainsi : D'azur à la nef d'or voguant sur une mer de gueules, au chef cousu du même chargé d'une Notre-Dame d'or accostée de deux fleurs de lis du même. |

## Histoire

### Antiquité et Haut Moyen Âge
Béhuard était d'abord vouée au paganisme avant d'être évangélisée au Ve siècle par saint Maurille, évêque d'Angers, puis offerte au XIe siècle à l'abbaye Saint-Nicolas d'Angers.

### Moyen Âge
Au XIe siècle, le chevalier Buhard reçoit les terres du comte d'Anjou, Geoffroy Martel, en remerciement de ses services. Le nom Buhard se transforme ensuite en Beuhard puis Béhuard,.
Entre 1469 et 1482, le roi Louis XI, neveu du roi René d'Anjou, y ordonne la construction d'une chapelle dédiée à la Vierge après avoir échappé à la noyade à la suite du naufrage de son embarcation dans la Charente. Une chapelle à double nef en équerre est édifiée. Le roi revient sur l'île régulièrement pour surveiller sa construction et met en place un chapitre pour la desservir.
Après le décès de Louis XI, le chapitre disparait et Béhuard devient une simple annexe de la paroisse de Denée. Le pèlerinage subsiste.

### Époque contemporaine
À partir du XVIIe siècle le pèlerinage sur l'île perd de sa ferveur. Il est remis en honneur à la fin du XIXe, attirant des centaines de fidèles,.
Pendant la Première Guerre mondiale, 2 habitants perdent la vie. Lors de la Seconde Guerre mondiale, le village ne déplore aucun tué.

## Politique et administration

### Administration municipale
| Période                                  | Période                   | Identité                | Étiquette | Qualité                          |
| ---------------------------------------- | ------------------------- | ----------------------- | --------- | -------------------------------- |
| 1790                                     |                           | Jacques Cady            |           |                                  |
| 1792                                     | 1819 (décès)              | Charles-René-Jean Colin |           |                                  |
| 1819                                     |                           | Pierre-Jean Richou      |           |                                  |
| 1837                                     |                           | Mathieu Richou          |           |                                  |
| 1848                                     |                           | Jacques Boussard        |           |                                  |
| 1871                                     |                           | André Gaignard          |           |                                  |
| 1884                                     |                           | Richou-Roinard          |           |                                  |
| 1892                                     |                           | Charles Cady-Vaslin     |           |                                  |
| 1896                                     |                           | Mathurin Leduc          |           |                                  |
| 1900                                     |                           | François Réthoré        |           |                                  |
| 1904                                     |                           | Étienne Réthoré         |           |                                  |
| 1908                                     |                           | Bertrand Trottier       |           |                                  |
| 1912                                     |                           | Pierre Richou-Boussard  |           |                                  |
| 1925                                     |                           | Léon Voisine            |           |                                  |
| 1929                                     |                           | Mathurin Bertrand       |           |                                  |
| 1945                                     |                           | Pierre Taunay fils      |           |                                  |
| 1947                                     |                           | René Taunay fils        |           |                                  |
| 1953                                     |                           | Armand Regnier          |           |                                  |
| avant 1981                               |                           | Pierre Richou           |           |                                  |
| 1995                                     | En cours (au 28 mai 2020) | Bruno Richou,           |           | agent de maîtrise France Télécom |
| Les données manquantes sont à compléter. |                           |                         |           |                                  |

### Intercommunalité
La commune est intégrée à la communauté urbaine Angers Loire Métropole, elle-même membre du syndicat mixte Pôle métropolitain Loire Angers.

### Autres circonscriptions
Entre 1793 et 1801, Béhuard appartenait au canton de Savennières. En 1801 la commune est intégrée au canton de Saint-Georges-sur-Loire.
Jusqu'en 2014, Béhuard fait partie du canton de Saint-Georges-sur-Loire et de l'arrondissement d'Angers. Ce canton compte alors dix communes. Dans le cadre de la réforme territoriale, un nouveau découpage territorial pour le département de Maine-et-Loire est défini par le décret du 26 février 2014. La commune est alors rattachée au canton d'Angers-3, avec une entrée en vigueur au renouvellement des assemblées départementales de 2015.

## Population et société

### Démographie

#### Évolution démographique
L'évolution du nombre d'habitants est connue à travers les recensements de la population effectués dans la commune depuis 1793. Pour les communes de moins de 10 000 habitants, une enquête de recensement portant sur toute la population est réalisée tous les cinq ans, les populations de référence des années intermédiaires étant quant à elles estimées par interpolation ou extrapolation. Pour la commune, le premier recensement exhaustif entrant dans le cadre du nouveau dispositif a été réalisé en 2007.

En 2022, la commune comptait 119 habitants, en évolution de −3,25 % par rapport à 2016 (Maine-et-Loire : +2,12 %, France hors Mayotte : +2,11 %).
| 1793 | 1800 | 1806 | 1821 | 1831 | 1836 | 1841 | 1846 | 1851 |
| ---- | ---- | ---- | ---- | ---- | ---- | ---- | ---- | ---- |
| 315  | 287  | 280  | 270  | 280  | 263  | 257  | 245  | 239  |

| 1856 | 1861 | 1866 | 1872 | 1876 | 1881 | 1886 | 1891 | 1896 |
| ---- | ---- | ---- | ---- | ---- | ---- | ---- | ---- | ---- |
| 241  | 235  | 237  | 233  | 226  | 216  | 209  | 195  | 176  |

| 1901 | 1906 | 1911 | 1921 | 1926 | 1931 | 1936 | 1946 | 1954 |
| ---- | ---- | ---- | ---- | ---- | ---- | ---- | ---- | ---- |
| 153  | 151  | 134  | 137  | 147  | 131  | 130  | 130  | 119  |

| 1962 | 1968 | 1975 | 1982 | 1990 | 1999 | 2006 | 2007 | 2012 |
| ---- | ---- | ---- | ---- | ---- | ---- | ---- | ---- | ---- |
| 110  | 85   | 100  | 93   | 94   | 110  | 127  | 130  | 124  |

| 2017 | 2022 | - | - | - | - | - | - | - |
| ---- | ---- | - | - | - | - | - | - | - |
| 125  | 119  | - | - | - | - | - | - | - |

#### Pyramide des âges
La population de la commune est relativement jeune.
En 2018, le taux de personnes d'un âge inférieur à 30 ans s'élève à 31,2 %, soit en dessous de la moyenne départementale (37,2 %). À l'inverse, le taux de personnes d'âge supérieur à 60 ans est de 22,4 % la même année, alors qu'il est de 25,6 % au niveau départemental.
En 2018, la commune comptait 66 hommes pour 59 femmes, soit un taux de 52,8 % d'hommes, largement supérieur au taux départemental (48,63 %).
Les pyramides des âges de la commune et du département s'établissent comme suit.
| Hommes | Classe d’âge | Femmes |
| ------ | ------------ | ------ |
| 0,0    | 90 ou +      | 0,0    |
| 3,0    | 75-89 ans    | 5,1    |
| 19,7   | 60-74 ans    | 16,9   |
| 31,8   | 45-59 ans    | 32,2   |
| 15,2   | 30-44 ans    | 13,6   |
| 18,2   | 15-29 ans    | 16,9   |
| 12,1   | 0-14 ans     | 15,3   |

| Hommes | Classe d’âge | Femmes |
| ------ | ------------ | ------ |
| 0,9    | 90 ou +      | 2,1    |
| 7      | 75-89 ans    | 9,5    |
| 16,2   | 60-74 ans    | 16,9   |
| 19,4   | 45-59 ans    | 18,7   |
| 18,2   | 30-44 ans    | 17,5   |
| 18,8   | 15-29 ans    | 17,6   |
| 19,5   | 0-14 ans     | 17,6   |

### Vie locale
En mai 2015, une association sportive voit le jour, "USB, la clé pour garder la forme" (Union Sportive Béhuardaise) centrée sur la Marche Nordique le Gym Pilates.

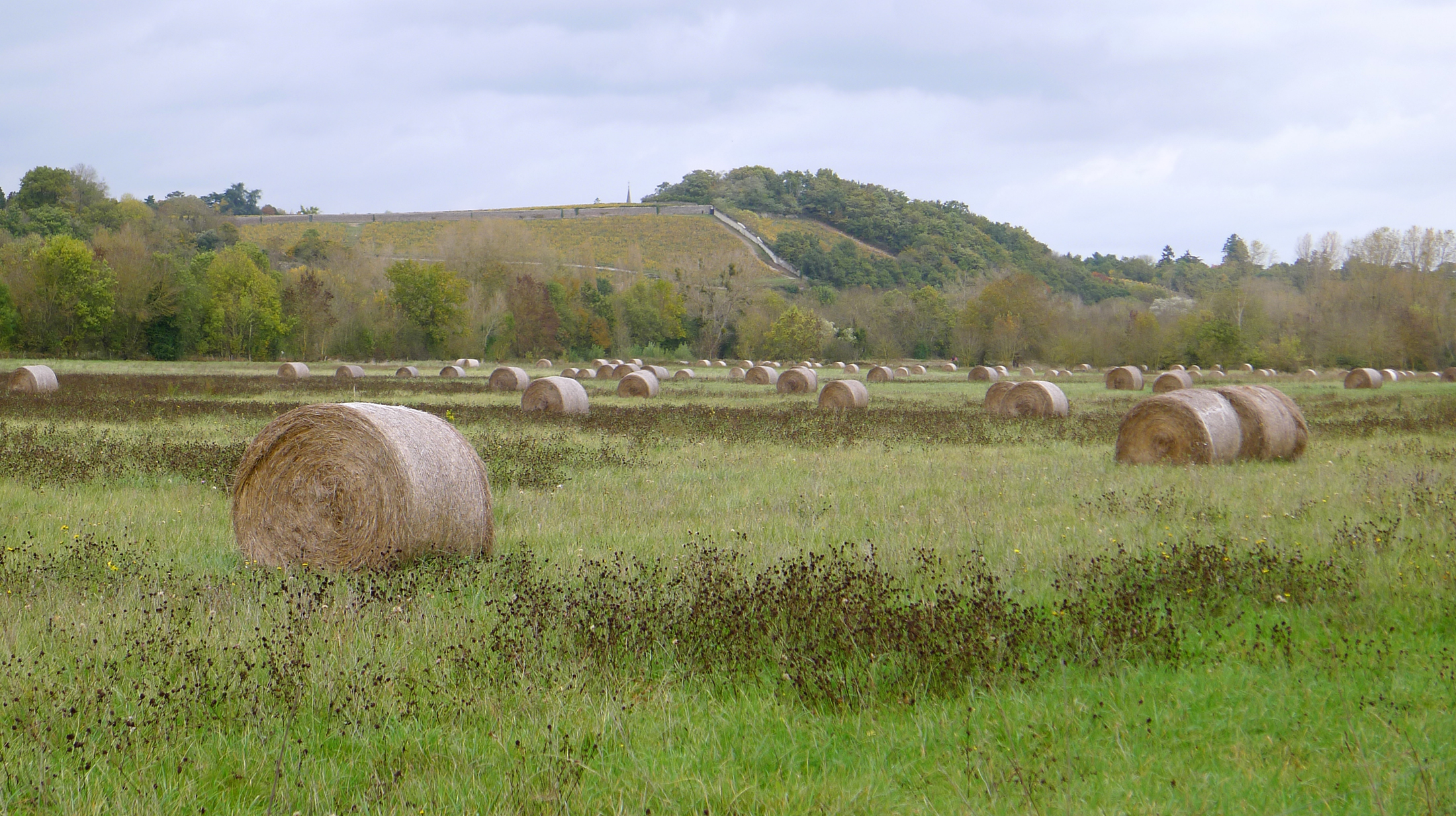
Champs avec des balles de paille ; en arrière-plan au-delà du bras de la Loire, les coteaux vinicoles de Savennières.
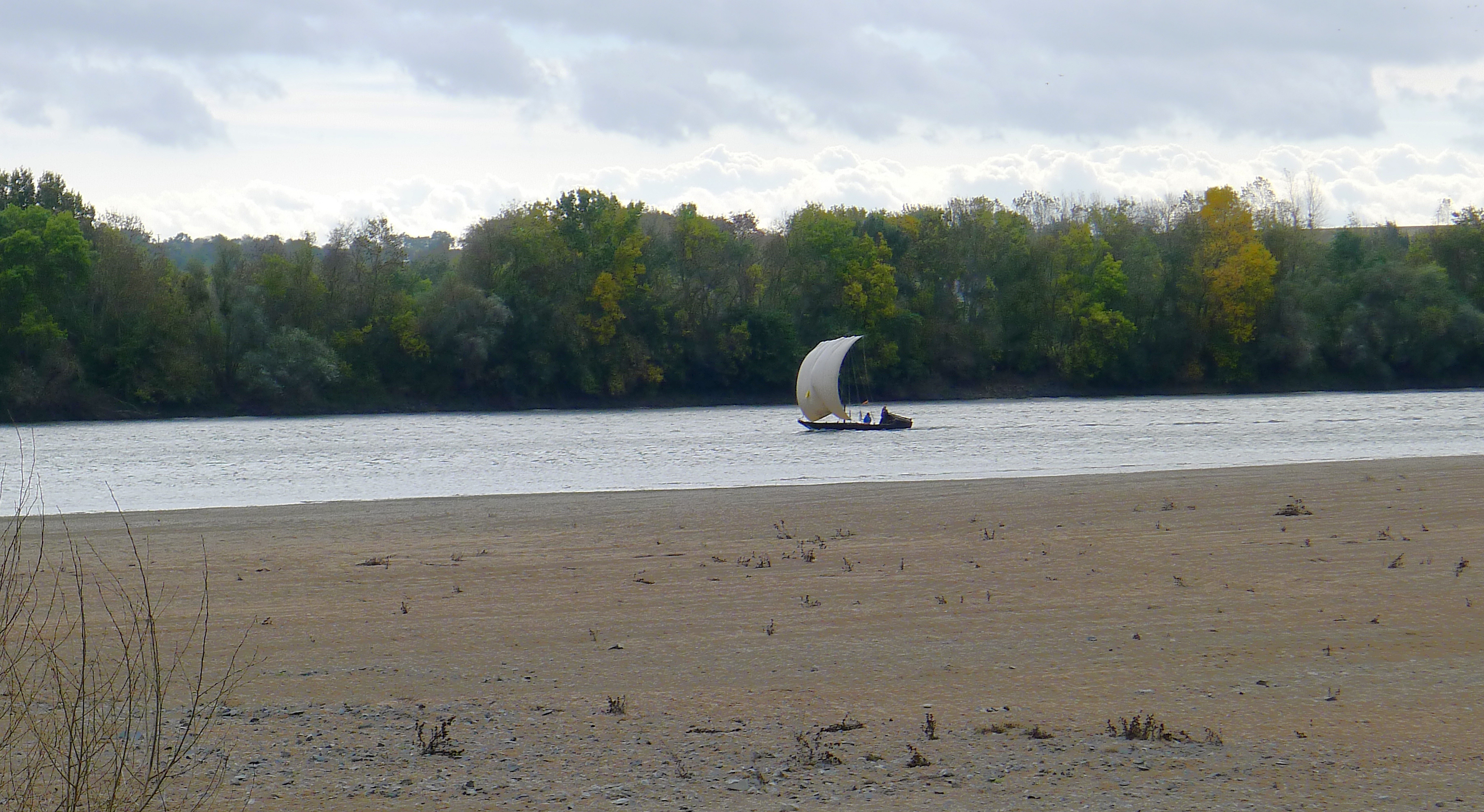
Gabare remontant la Loire au niveau de Béhuard.
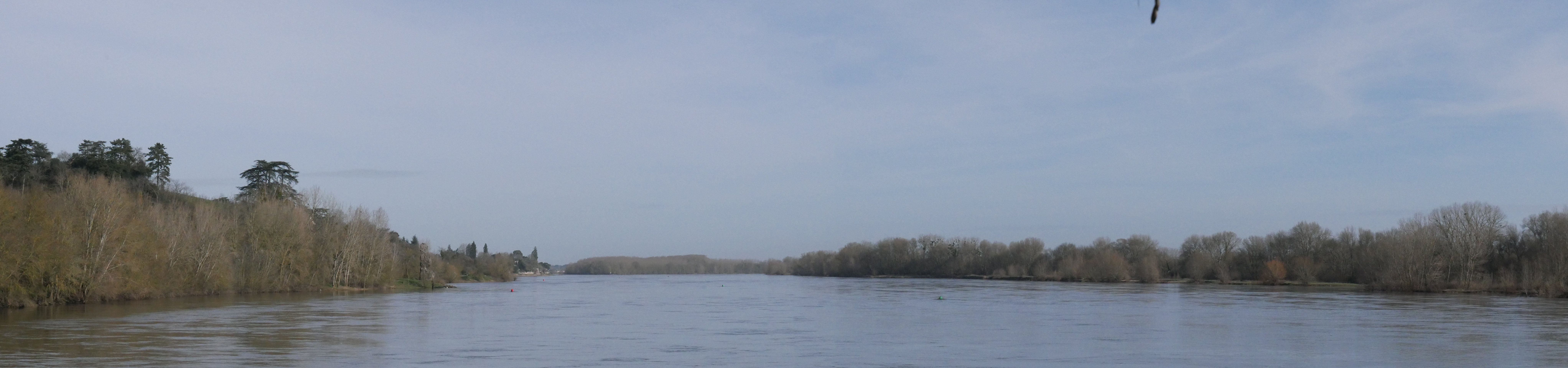
Panoramique de la Loire, à la pointe amont de l'île; au fond, l'embouchure de la Maine; sur la gauche, la pierre Bécherelle, à Savennières.

## Économie
Sur 12 établissements présents sur la commune à fin 2010, aucun relevait du secteur de l'agriculture, aucun du secteur de l'industrie, aucun du secteur de la construction, 75 % de celui du commerce et des services et 25 % du secteur de l'administration et de la santé. Cinq ans plus tard, en 2015, sur les 19 établissements présents, aucun relèvent du secteur de l'agriculture, 5 % du secteur de l'industrie, aucun de celui de la construction, 84 % du secteur du commerce et des services et 11 % de celui de l'administration et de la santé.

## Culture locale et patrimoine

### Lieux et monuments
- Église Notre-Dame, édifiée sous Louis XI jusqu'au XVe siècle, sur un rocher. Lieu de pèlerinage à la Vierge. L'église est classée Monument historique depuis 1862[36] ;
- Maisons des XVe et XVIIIe siècles à proximité de l'église, classées Monuments historiques en 1948[37] ;
- Statue de la Vierge miraculeuse en bois de prunier du XVIe siècle, couronnée en 1923 par Pie XI, ex-voto ;

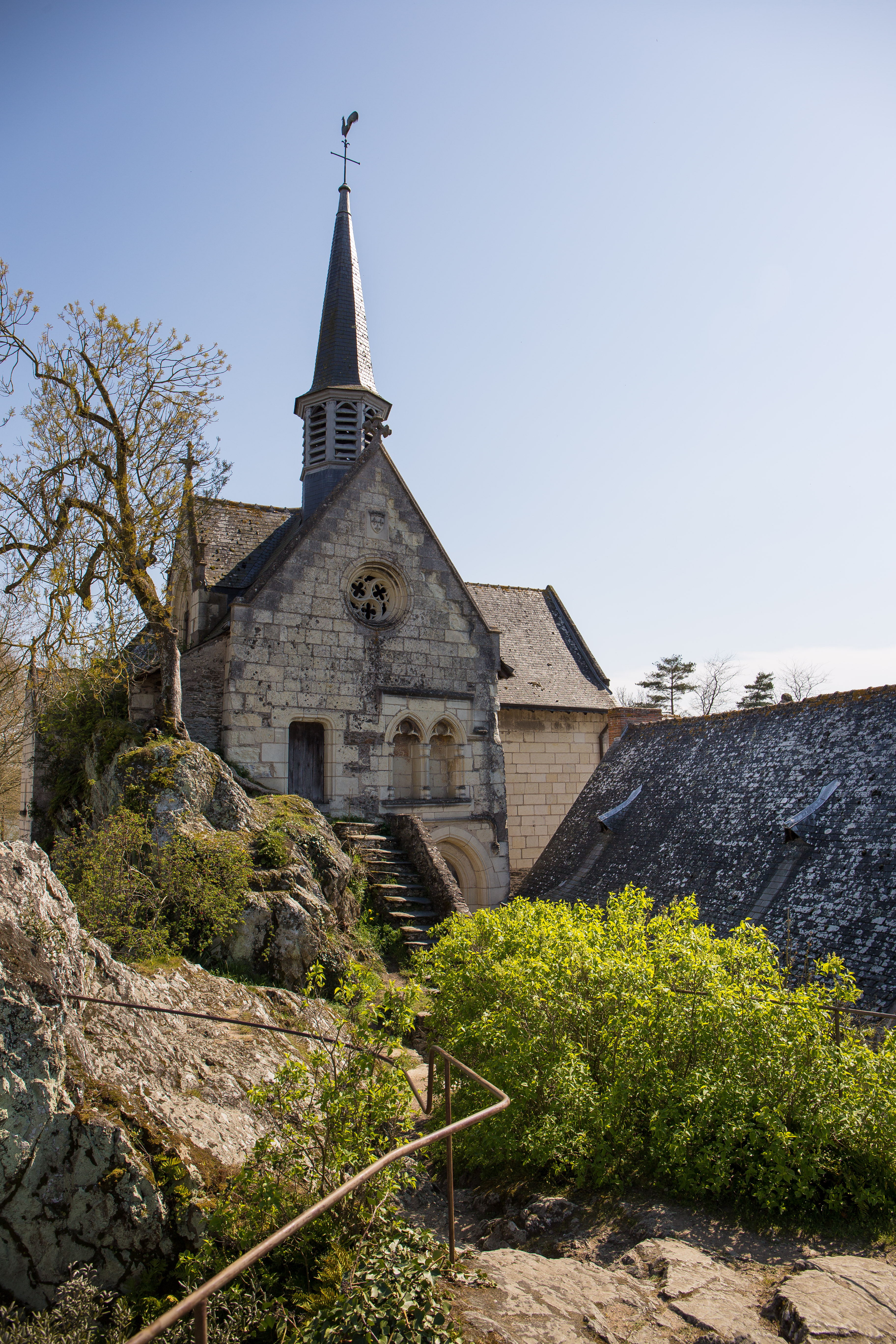
L'église Notre-Dame.
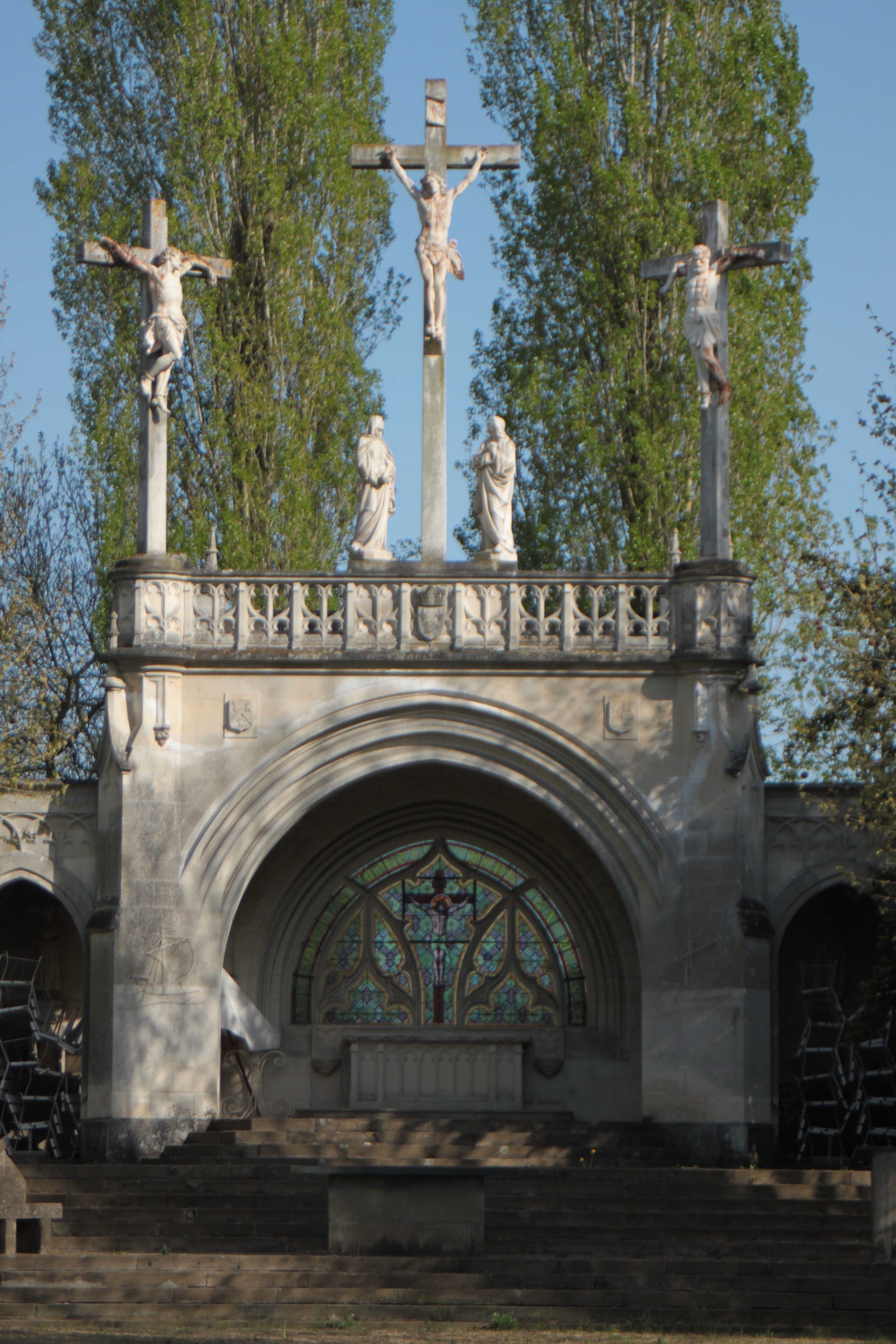
Calvaire.
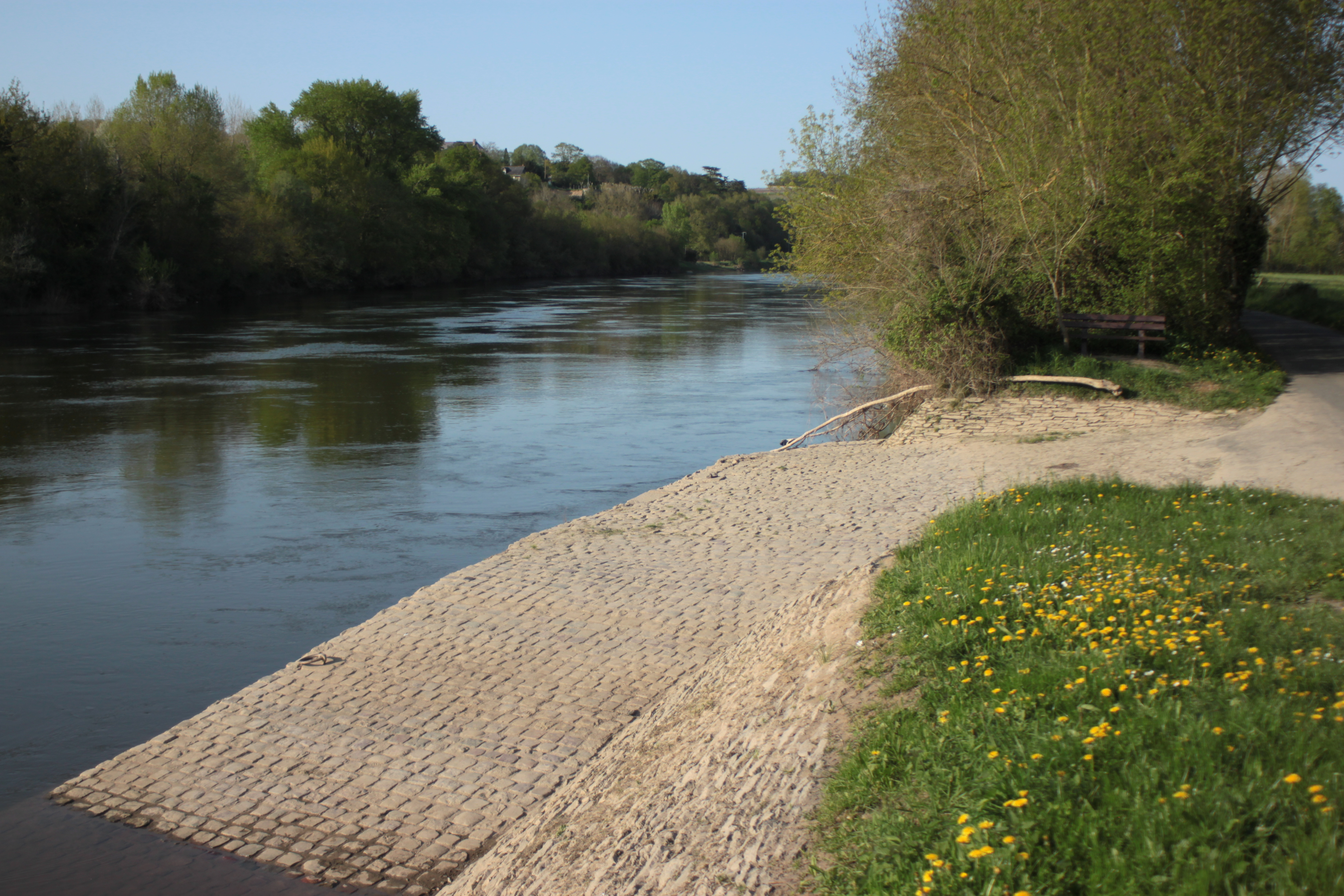
Port du Bois.

### Personnalités liées à la commune
- Saint Maurille, évangélisateur de l'île ;
- Louis XI (1423-1483) y fit plusieurs séjours ;
- Pie XI (1857-1939) y couronna une Vierge miraculeuse en 1923.